# Marek Kossowski
Marek Michał Kossowski (ur. 5 marca 1952 w Kaliszu) – polski menedżer branży górniczej i finansowej, polityk oraz urzędnik państwowy, w latach 2001–2003 podsekretarz stanu w resortach związanych z gospodarką, w latach 2003–2005 prezes zarządu Polskiego Górnictwa Naftowego i Gazownictwa.

## Życiorys
Syn Leona i Eugenii. W 1979 ukończył studia wyższe o specjalizacji metrologia przemysłowa na Wydziale Techniki Uniwersytetu Śląskiego w Katowicach. Ukończył kursy z zakresu rynku kapitałowego i zarządzania przedsiębiorstwami finansowymi, zdał również egzamin na członka rad nadzorczych spółek Skarbu Państwa.
W 1974 wstąpił do Polskiej Zjednoczonej Partii Robotniczej. W latach 1977–1982 pracował w Socjalistycznym Związku Studentów Polskich oraz Komitecie Wojewódzkim PZPR w Katowicach, gdzie doszedł do stanowiska zastępcy kierownika sekretariatu I sekretarza. Przeszedł następnie do pracy w administracji państwowej: od 1982 do 1986 jako doradca i wicedyrektor gabinetu Prezesa Rady Ministrów w Urzędzie Rady Ministrów, a od 1986 do 1987 jako dyrektor gabinetu ministra w Ministerstwie Górnictwa i Energetyki. Później zatrudniony w branży górnictwa węgla kamiennego jako zastępca dyrektora generalnego Wspólnoty Węgla Kamiennego (1988–1990) i członek zarządu Państwowej Agencji Węgla Kamiennego (1990–1993). Związany był następnie z Polskim Bankiem Inwestycyjnym jako dyrektor departamentu organizacji i rozwoju sieci (1993–1994), Towarzystwem Ubezpieczeń i Reasekuracji „Warta” jako doradca prezesa i wiceprezes towarzystwa ubezpieczeń (1994–1995) oraz zasiadał w zarządzie Powszechnego Banku Kredytowego (1995–1999). Był również prezesem zarządu PBK Nieruchomości od 1999 do 2000 i dyrektorem naczelnym Przedsiębiorstwa Obsługi Cudzoziemców „Dipservice” od 2000 do 2001. Zasiadał również w radach nadzorczych przedsiębiorstw: Węglokoks, Zakładów Koksowniczych Wałbrzych i Kopalni Węgla Kamiennego „Wujek”; stawał również na czele rad nadzorczych Górnośląskiego Banku Gospodarczego (1996–1999), Gliwickiej Spółki Węglowej (1995–1996), PolCard (1998–2001) oraz był przewodniczącym rady wydawców kart bankowych przy Związku Banków Polskich (1998–1999). Ukończył kursy z zakresu rynku kapitałowego i zarządzania przedsiębiorstwami finansowymi, zdał również egzamin na członka rad nadzorczych spółek Skarbu Państwa.
W 2001 został podsekretarzem stanu w Ministerstwie Gospodarki, po reorganizacji od 9 stycznia do 2 czerwca 2003 był podsekretarzem stanu w Ministerstwie Gospodarki, Pracy i Polityki Społecznej. Odpowiadał za problematykę sektora paliw i energetyki oraz ośrodków badawczo-rozwojowych. W latach 2003–2005 pozostawał prezesem zarządu Polskiego Górnictwa Naftowego i Gazownictwa SA. W 2006 r. rozpoczął prowadzenie własnej działalności gospodarczej w branży doradczej, przedsiębiorstwo EMKA Development Marek Kossowski (zawieszona działalność od 2019 r.). Później był prezesem spółki Enerconet (2012–2015), prokurentem w spółce Konerg (2014–2015), a od 2017 do 2018 był wiceprezesem JAS SA.
W 1999 został odznaczony Krzyżem Kawalerskim Orderu Odrodzenia Polski.